# Dolphin (файловый менеджер)
Dolphin — файловый менеджер и часть проекта KDE SC. Используется как файловый менеджер по умолчанию в среде KDE, начиная с версии 4.0, вышедшей 11 января 2008 года. Простота и практичность использования являются основными целями разработчиков, благодаря чему Dolphin полностью соответствует HIG.
В предыдущих версиях KDE в качестве файлового менеджера, а также веб-браузера по умолчанию использовался Konqueror. Тем не менее, многие пользователи критиковали Konqueror за то, что он слишком сложен для простых операций с файлами. В результате чего разработчики разделили функциональность Konqueror на два отдельных приложения. Dolphin стал файловым менеджером, а Konqueror стал развиваться главным образом как веб-браузер. Konqueror по-прежнему может выступать в качестве альтернативного файлового менеджера для KDE.

## Возможности
- Режим «навигационной цепочки» в адресной строке.
- 3 режима просмотра (иконки, детали, столбцы) с возможностью сохранения используемого режима для каждого каталога.
- Предварительный просмотр файлов.
- Отображение в две колонки.
- Работа с удаленными и виртуальными файловыми системами при помощи KIO.
- Открытие каталогов во вкладках.
- Сортировка и группировка файлов по имени, размеру, типу и другим особенностям.
- Интеграция с Nepomuk (в том числе поиск по тегам, рейтингу и комментариям).
- Дополнительные панели (сведения, терминал).

## Dolphin и KDE3
С началом разработки KDE4, разработка Dolphin для KDE3 была официально прекращена. Однако ещё некоторое время Dolphin для KDE3 неофициально выходил под названием D3lphin и включал в себя исправления ошибок, а также небольшие улучшения.

## Галерея
- Dolphin 19.04 с модифицированной темой. Панели смещены из положения по умолчанию.
- Dolphin 19.04 в разделённом режиме.